# 完颜兀不喝
完颜兀不喝（？—1165年），金朝官员，女真族，完颜氏，会宁府（上京，今黑龙江省哈尔滨市阿城区白城）海姑寨人。
十三岁，选充女真字学生。补上京女真吏，再习小字，兼学契丹字。业成充尚书省令史。完颜亮天德初年，任吏部主事，擢升为右拾遗，以鞫问押懒路诈袭谋克案得当，官至右司郎中。正隆六年（1161年），跟随完颜亮攻南宋，至淮南，听说金世宗在东京（今辽宁辽阳市）即位，入奏其事。金世宗大定二年（1162年），移剌窝斡契丹起义被镇压后，罢契丹猛安谋克，奉命分置其户口及来降者隶诸女真猛安谋克人户较少之处。因不合世宗意，受责，改同知大兴尹，转任横海军节度使。大定五年（1165年），在官任上去世。